# Cruz y Raya (revista)
Cruz y Raya va ser una revista cultural espanyola dirigida per José Bergamín. Editada per un grup d'intel·lectuals catòlics, va circular entre 1933 i 1936.

## Trajectòria
Cruz y Raya va sortir a l'abril de 1933 i en total es van publicar 39 nombres (en 38 volums, ja que va haver-hi un de doble -23 i 24-, aparegut al febrer de 1935), l'últim dels quals va veure la llum al juliol de 1936. El començament de la guerra civil espanyola va impedir que la revista seguís sortint.
Com a subtítol Cruz i Raya tenia: Revista d'afirmació i negació i va constituir "el més coherent intent fins ara en la cultura espanyola de configurar un corrent de catolicisme progressista".
La revista publicava apèndixs en paper de color, amb textos literaris i assajos.
En Cruz i Raya van col·laborar grans escriptors de la literatura espanyola del segle xx, com Federico García Lorca, Luis Cernuda, Eugenio Ímaz Echeverría Ramón Sijé o Miguel Hernández.
La publicació va tenir una segona etapa a principis dels anys 1960 quan Bergamín va fundar, després de tornar en 1957 a Espanya, la col·lecció Renuevos de Cruz y Raya, que publicava l'editorial Cruz del Sur, localitzant-la a Santiago de Xile / Madrid. Arturo Soria havia fundat l'editorial en el seu exili a Xile i en retornar a Espanya va continuar la seva labor d'editor. Van sortir 18 nombres en 13 volums entre els anys 1961 i 1965 (Bergamín va haver de refugiar-se en l'ambaixada d'Uruguai i emigrar novament a Montevideo per instal·lar-se poc després a França).

## Renuevos de Cruz y Raya
El detall dels volums de Renuevos de Cruz y Raya és el següent:
Nº1: José Bergamín. El arte del birlibirloque; La estatua de don Tancredo, El mundo por montera, 1961, 130 pp.; Nº2: José Bergamín. La decadencia del analfabetismo. La importancia del demonio, 1961, 97 pp.; Nº3: Pablo Luis Landsberg. Experiencia de la muerte, 1962, 118 pp.; Nº4: Herta Schubart. Arias Montano y el duque de Alba en los Países Bajos, 1962, 73 pp.; Nº5: Manuel Abril. Religión, arte, poesía, 1962, 93 pp.; Nº6-7: José Bergamín, Rimas y sonetos rezagados, 1962, 210 pp.; Nº8: Martin Heidegger. ¿Qué es metafísica?; Sermón del maestro Eckehart, 1963, 74 pp.; Nº9: Pablo Luis Landsberg. Reflexiones sobre Unamuno; La libertad y la gracia en San Agustín, 1963, 113 pp.; Nº10: Ramón Gómez de la Serna. Ensayo sobre lo cursi; Escaleras: drama en tres actos, 1963; Nº11-12: José Bergamín, Duendecitos y coplas, 1963, 228 pp.; Nº13-14: Antonio Espina. El alma Garibay, 1964, 133 pp.; Nº15-16: Joan Maragall i Jordi Maragall i Noble. La Gloria y la fama: reflexiones de Joan Maragall, 1965, 215 pp.; Nº17-18: Antonio Espina. El genio cómico y otros ensayos, 1965, 226 pp.